# 斯普林菲爾德 (阿肯色州)
斯普林菲爾德（英語：Springfield）是位於美國阿肯色州康韋縣的一個非建制地區。該地的面積和人口皆未知。

## 地理
斯普林菲爾德的座標為35°16′03″N 92°33′28″W / 35.26750°N 92.55778°W，而該地的平均海拔高度為173米（即564英尺）。